# クロラムフェニコール
クロラムフェニコール (Chloramphenicol) は、バクテリア Streptomyces venezuelae 由来の抗生物質であり、現在は化学合成によって作られている。化合物名は 2,2-ジクロロ-N-［(1R,2R)-2-ヒドロキシ-1-ヒドロキシメチル-2-（4-ニトロフェニル）エチル］アセトアミドである。
類似化合物にフロルフェニコールがあるが、こちらは動物のみでヒトには用いられていない。

## 概要

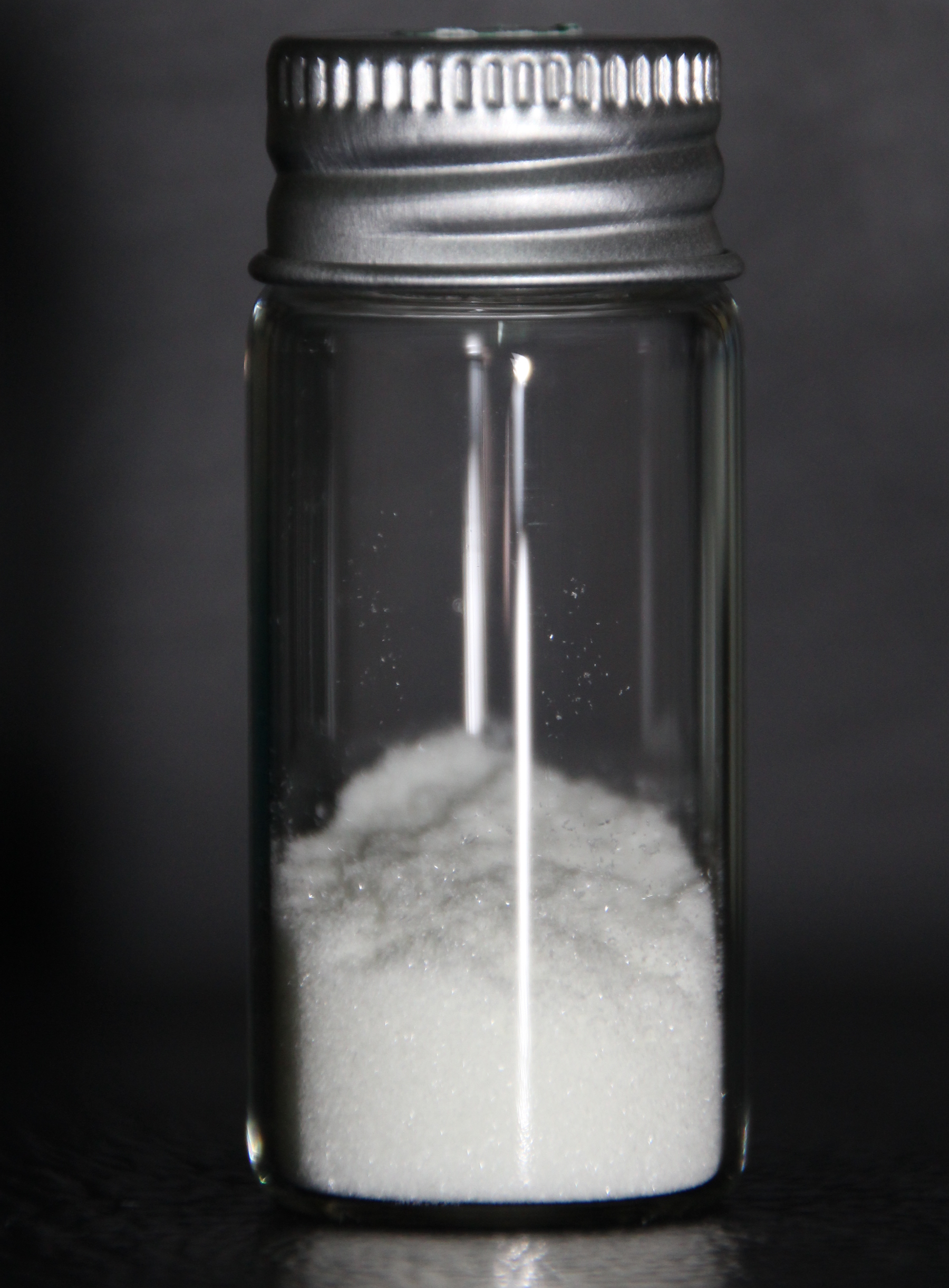
純粋なクロラムフェニコールのサンプル。

クロラムフェニコールはStreptomyces venezuelaeから得られた抗生物質である。1947年にパーク・デイビス社（現在のファイザー社）により発見された。ペニシリン、ストレプトマイシンに次いで開発されたが、これらよりも広範な抗菌スペクトルを持ち、グラム陽性・陰性菌、レプトスピラ、リケッチア、クラミドフィラに効果を示す。クロラムフェニコールは発酵生産によって製造されていたが、発酵法では生産されたクロラムフェニコールによって生産菌自体が死滅してしまうため、現在は化学合成によって生産されている。
クロラムフェニコールはグラム陽性、陰性にかかわらず、多くの微生物に対して有効であるが、再生不良性貧血を含む骨髄の損傷など人体に重大な副作用があるため、先進国においては腸チフスなど重大で生命の危機がある感染症、もしくは多剤耐性のため本剤以外に選択肢がない場合にのみ用いられる。
重大な副作用はあるものの安価な代替品が存在しないため、WHOは多くの発展途上国で小児の治療に使用することを容認している。ビブリオ属細菌を殺し下痢を抑えるのでコレラの治療に用いられる。テトラサイクリン耐性ビブリオにも効果がある。
日本では「クロロマイセチン」の製品名で注射剤（サクシネート静注用）、内服薬（錠50/錠250）、外用剤（軟膏2%、局所用液5%）、外耳炎や中耳炎の治療に用いる耳科用液（耳科用液0.5%）及び、細菌性膣炎の治療に用いる「クロマイ膣錠」がアルフレッサ ファーマを通じて医療用医薬品として発売されているほか、外用剤の軟膏については第一三共ヘルスケアがドラッグストアなどで購入可能な一般用の化膿性皮膚疾患用薬（第2類医薬品）として「クロロマイセチン軟膏2%A」の製品名で発売されている。米国では点眼薬や軟膏も Chlorsig の名称で一般に販売されており、細菌性結膜炎・皮膚炎・生殖器感染症などの治療に使われる。
クロラムフェニコールが両生類のカエルツボカビ症の特効薬であることが最近発見された。カエルツボカビ症は両生類の致死的な真菌症であり、1980年以降に絶滅したカエル120種のうち3分の1の原因であると推定されている。

## 機構と耐性
クロラムフェニコールは原核生物である細菌の 50S リボソームに結合する。リボソーム上でのP座のペプチジルtRNAから、A座のアミノアシルtRNAへのペプチド鎖移動を司るペプチジルトランスフェラーゼ (peptidyl transferase) を阻害し、タンパク質合成を妨害することにより細菌の増殖を止める。一方、真核生物本体のリボソームは阻害しないため、真核生物への影響はバクテリアに比べれば遥かに低い。ヒトも真核生物に属すため抗生物質として使用できる。しかしながらミトコンドリアのリボソームは阻害されるため、この点が副作用の主な原因となる。
なお、3ドメインの残り1つである古細菌は、細菌をターゲットとした抗生物質は効かないことが多いが、クロラムフェニコールは有効である。ただし、細菌に比べれば一般に効きにくい。腸内に存在するメタン菌であるMethanosphaera stadtmanaeの増殖は4mg/Lで阻害できるが、同様のメタン菌であるMethanobrevibacterやMethanomassiliicoccusはCATを持つことから25mg/L、SulfolobusやHalobacteriumは23S rRNAの配列の違いにより100mg/Lもの高濃度を必要とする。細菌であるクロストリジウムなどは、メタン菌からCATを獲得して耐性化した可能性がある。
クロラムフェニコール耐性はCAT遺伝子により与えられる。この遺伝子は「クロラムフェニコールアセチルトランスフェラーゼ(CAT)」と呼ばれる酵素をコードする。この酵素は、アセチル-S-補酵素A(アセチルCoA)由来のアセチル基を1つまたは2つ、クロラムフェニコールのヒドロキシ基に結合させる。アセチル化されることによってクロラムフェニコールはリボソームに結合できなくなる。
分子生物学では、このCAT遺伝子とプラスミド、クロラムフェニコールを用いた「CAT-assay」と呼ばれる手法がある。

## 適応菌種
- ブドウ球菌属、レンサ球菌属、肺炎球菌、腸球菌属、淋菌、髄膜炎菌、大腸菌、サルモネラ菌、パラチフス菌、クレブシエラ属、プロテウス属、モルガネラ、インフルエンザ菌、軟性下疳菌、百日咳菌、野兎病菌、ガス壊疽菌群、リケッチア、クラミジア

## 適応症
- 表在性皮膚感染症、深在性皮膚感染症、リンパ管・リンパ節炎、慢性膿皮症、外傷・熱傷及び手術創等の二次感染
- 乳腺炎、骨髄炎
- 咽頭・喉頭炎、扁桃炎、急性気管支炎、肺炎、肺膿瘍、膿胸、慢性呼吸器病変の二次感染
- 尿路感染症(膀胱炎、腎盂腎炎、尿道炎)、淋菌感染症、軟性下疳
- 腹膜炎、感染性腸炎、腸チフス、パラチフス
- 子宮内感染、子宮付属器炎
- 耳鼻科領域感染症 (涙嚢炎、角膜炎、中耳炎、副鼻腔炎)
- 歯周組織炎、歯冠周囲炎
- 百日咳、野兎病、ガス壊疽、つつが虫病

## 薬物動態
ヒトにおいて、経口投与で速やかにほぼ全てが吸収される。血液中では30%–50% がタンパク質と結合しており、経口投与後約2時間で最大血中濃度となり、血中半減期は約2時間である。全身の組織に分布し、脳脊髄液などの体液にも分布する。約 10% は未変化体のまま尿中に排泄され、残りは肝臓で代謝され不活化される。

## 薬剤の設計
クロラムフェニコールは水に溶解するため、ヒトが口にすると苦味を感ずることが知られている。そこで水に溶けにくくするために、例えばパルミチン酸とのエステルにしたもの、つまり、クロラムフェニコールパルミチン酸エステルの形にしたものを経口投与する。パルミチン酸は、系統名ではヘキサデカン酸となることから判るように、末端のカルボキシ基の部分を除くと、炭素15個が直線的に連なった炭化水素であり、この部分は疎水性を示す。このような理由で、クロラムフェニコールの水への溶解度に比べて、クロラムフェニコールパルミチン酸エステルの水への溶解度は低いのである。なお、クロラムフェニコールパルミチン酸エステルからは、ヒトの体内に発現しているエステラーゼ（エステル結合を加水分解する酵素）によってクロラムフェニコールが遊離される。

## 副作用
- 造血器障害

赤血球減少（服用者の約1／3にみられる）、血小板減少ももみられるが、最も深刻な副作用は不可逆性の再生不良性貧血である。再生不良性貧血は遺伝的素因によるもので25,000-40,000人に一人みられる。低用量でも発生するため注意が必要である。日本では、クロラムフェニコールを投与されて死亡した児童の両親が製薬会社を訴えた事件（「クロマイ薬害訴訟」）が知られる。1975年に提訴され、1989年に原告と製薬会社の間で和解が成立した。
乳幼児に対してはさらに注意が必要で、急性心血管虚脱を特徴とするグレイ症候群 (灰色乳児症候群、gray baby syndrome) となる場合がある。
- ヤーリッシュ・ヘルクスハイマー反応

## 参照・注釈
1. ↑  2019年2月までは第一三共が製造販売を行っていたが、吸収分割による長期収載品の販売移管に伴って、製造販売承認がアルフレッサ ファーマへ承継された
2. ↑  “クロロマイセチン軟膏2%A（詳細）”.   第一三共ヘルスケア株式会社. 2019年5月7日閲覧。
3. ↑  Chloramphenicol cures chytridiomycosis R. T. M. Poulter, J. N. Busby, P. J. Bishop, M. I. Butler, R. Speare, "Frog killer fungus 'breakthrough'" BBC News 2007年10月30日